# Stara Synagoga Piaskower w Białymstoku
Uzasadnienie:  Mnożenie zbędnych bytów. Z artykułu wynika, że jest to po prostu wcześniejsza forma tego co mamy opisane w innym artykule.
Stara Synagoga Piaskower w Białymstoku – synagoga w Białymstoku znajdująca się przy dzisiejszej ulicy Pięknej. Rozebrana w 1890 roku.
Synagoga została zbudowana w 1820 roku. Została rozebrana w 1890 roku, a w 1893 roku na jej miejscu wzniesiono nową, murowaną synagogę.